# روسلاجين
```

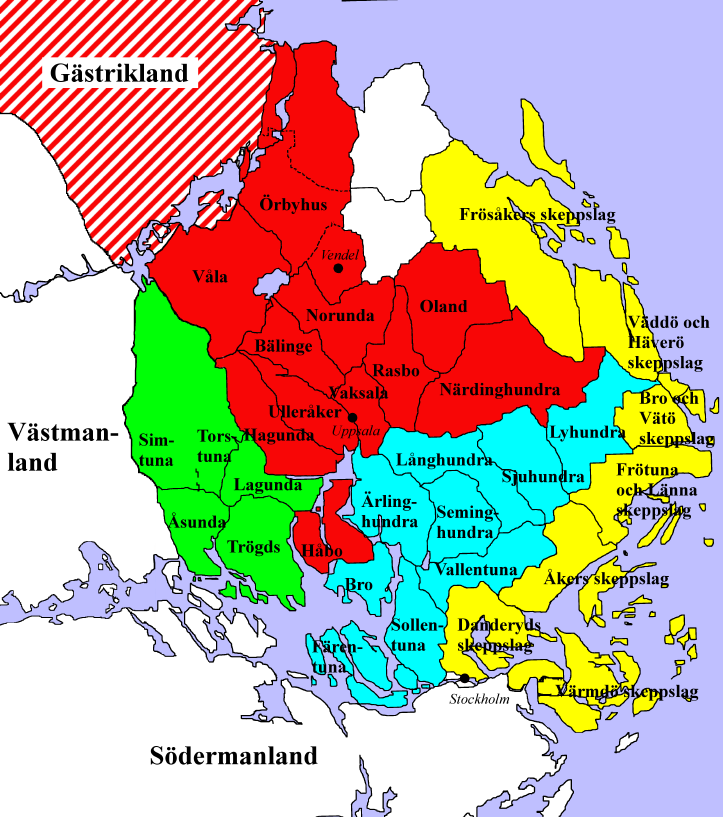
تغير خط الساحل بشكل كبير في الألفية الأخيرة بسبب الارتداد بعد العصر الجليدي. في الأصل كان هناك خليج بحري من الشمال حتى أوبسالا. روسلاجين هو الاسم الحديث للمنطقة والذي يتوافق تقريبًا مع ما كان يسمى رودن في العصور الوسطى.

لقد تغير الخط الساحلي بشكل كبير في الألفية الماضية بسبب 
انتعاش ما بعد الجليدية
. في الأصل كان هناك خليج بحر قادم من الشمال وصولاً إلى أوبسالا. روسلاجين هو الاسم الحديث للمنطقة الذي يتوافق تقريبًا مع ما كان يسمى رودن في 
العصور الوسطى
.
```

روسلاجين هو اسم يطلق على المناطق الساحلية لمقاطعة ابلاند في السويد، والتي تضم أيضًا الجزء الشمالي من مدينه أرخبيل ستوكهولم.
روسلاجين هو الاسم التاريخي لجميع المناطق الساحلية لبحر البلطيق، بما في ذلك الجزء الشرقي من بحيرة مالارين، التي تنتمي إلى سفيلاند. ورد الاسم لأول مرة في عام 1493 باسم رودزلجر". قبل ذلك كانت المنطقة تُعرف باسم رودن، وهي تعتبر طريق ساحلي لمئات المناطق الداخلية.عندما كان الملك على توجيه نداء للينداج، مايعادل عصر الفايكنج لخدمة التجنيد العسكري، كانت مناطق رودن هي المسؤولة عن رفع عدد من السفن لبحرية ليدانج.
يأتي الاسم من رودسلاغ، وهي كلمة ساحلية قديمة في أوبلاند لطاقم التجديف من المجدفين المحاربين. لغويا، تعتبر رودن أو روسلاجين مصدر الأسماء الفنلندية والإستونية للسويد: روتسي وروتسي. 
يُطلق على شخص من روسلاجين اسم روسبيج والذي يعني «ساكن روس».أعطى السويديون من منطقة روسلاجين، أي «شعب روس» اسمهم لشعب روس وبالتالي إلى ولايتي روسيا وبيلاروسيا.
كما أعطت المنطقة اسمها أيضًا لأغنام روسلاغ السائبة المهددة بالانقراض، والتي نشأت في المنطقة منذ قرون.والتي يخدمها روسلاقسبنان، وهي شبكة سكك حديدية ضيقة النطاق من ستوكهولم.

## روابط خارجية
- http://www.roslagen.se/ Tourism page

باللغة السويدية